# Columna (base de datos)

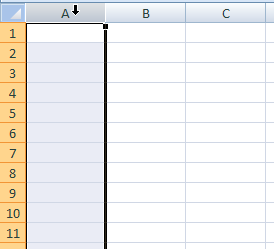
Columna de Excel

En el contexto de una tabla de base de datos relacional, una columna, campo o atributo es cada uno de los valores únicos (datos) que proporcionan la estructura según la cual se descomponen las filas (registros o tuplas) de una tabla. Los datos de cada campo pueden ser de diferentes tipos, pero solo uno por columna: numéricos, alfanuméricos, lógicos (verdadero o falso), de texto, multimedia, binarios, etc. El conjunto de valores que puede tener el contenido de un campo se denomina dominio.
Para evitar la inconsistencia de una estructura de campos, al diseñarla, se deben seguir las formas normales, sobre todo en bases de datos de gran tamaño.
Ejemplo de tabla:
- Nombre (texto)
- Dirección 1 (texto)
- Dirección 2 (texto)
- Ciudad (identificador entero, proviene de una tabla separada de ciudades, de la que cualquier información del estado o del país puede ser tomada)
- Código postal (texto)
- Industria (identificador entero, Proviene de una tabla separada de industrias)
- etc.

Cada fila proporcionaría un valor de los datos para cada columna y después sería entendida como solo simple valor de datos estructurado en varias partes constituidas como tal, por eso en este caso representando a una compañía. Más formalmente seria, cada fila puede ser interpretada como una variable relacional, compuesta por un conjunto de tuplas, con cada tupla consistiendo en los dos elementos: el nombre de la columna relevante y el valor que esta fila proporciona para esa columna.
|        | Columna 1        | Columna 2        |
| ------ | ---------------- | ---------------- |
| Fila 1 | Fila 1 Columna 1 | Fila 1 Columna 2 |
| Fila 2 | Fila 2 Columna 1 | Fila 2 Columna 2 |
| Fila 3 | Fila 3 Columna 1 | Fila 3 Columna 2 |